# Таман Сисва
Та́ман Си́сва (индон. Taman siswa — Сад учащихся) — национально-просветительское движение в Индонезии и система частного национального образования по типу школ «шанти никетан» в Индии.

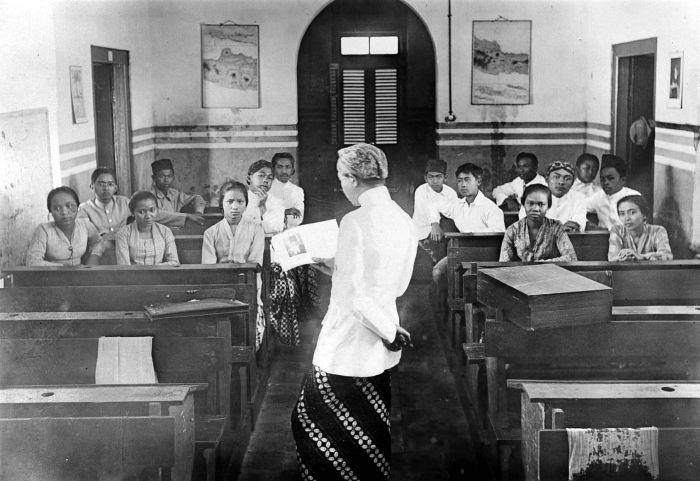
На уроке одной из школ системы «Таман Сисва»

Введена в 1922 в Джокьякарте Ки Хаджар Деванторо. Главное внимание уделялось изучению национальной истории и культуры (музыка, танец, изобразительное искусство), местных (в начальной школе) и общенационального индонезийского (в средней школе) языков.
Ки Хаджар Деванторо и его соратники видели свою задачу не только в передаче учащимся определенной суммы знаний, но прежде всего в раскрепощении их духа, с тем чтобы они в своей дальнейшей деятельности опирались на внутренние убеждения, способности и знания и ни от кого не зависели в самых сложных жизненных ситуациях. Короче, ученики должны были покончить с чувством неполноценности, которое веками исподволь прививалось угнетенному народу.
К началу 2-й мировой войны система имела 199 филиалов с 297 школами, в которых обучалось более 20 тыс. учащихся. Высокую оценку их деятельности дал Рабиндранат Тагор, посетивший в 1927 центральную школу таман сисва в Джокьякарте.
Из школ «Таман Сисва», вышло немало представителей творческой интеллигенции, писателей, деятелей культуры, политических руководителей Индонезии (например, Аип Росиди, Судирман, Арифин Х. Нур, Б. М. Диах, Дуллах, Суджойоно, Утуй Татанг Сонтани, Шуманджая и др.).
После провозглашения независимости эта система потеряла свое исключительно политическое значение как кузница кадров националистов и сохранилась лишь в качестве образовательной организации в дополнение к государственной системе просвещения.